# Fôlder

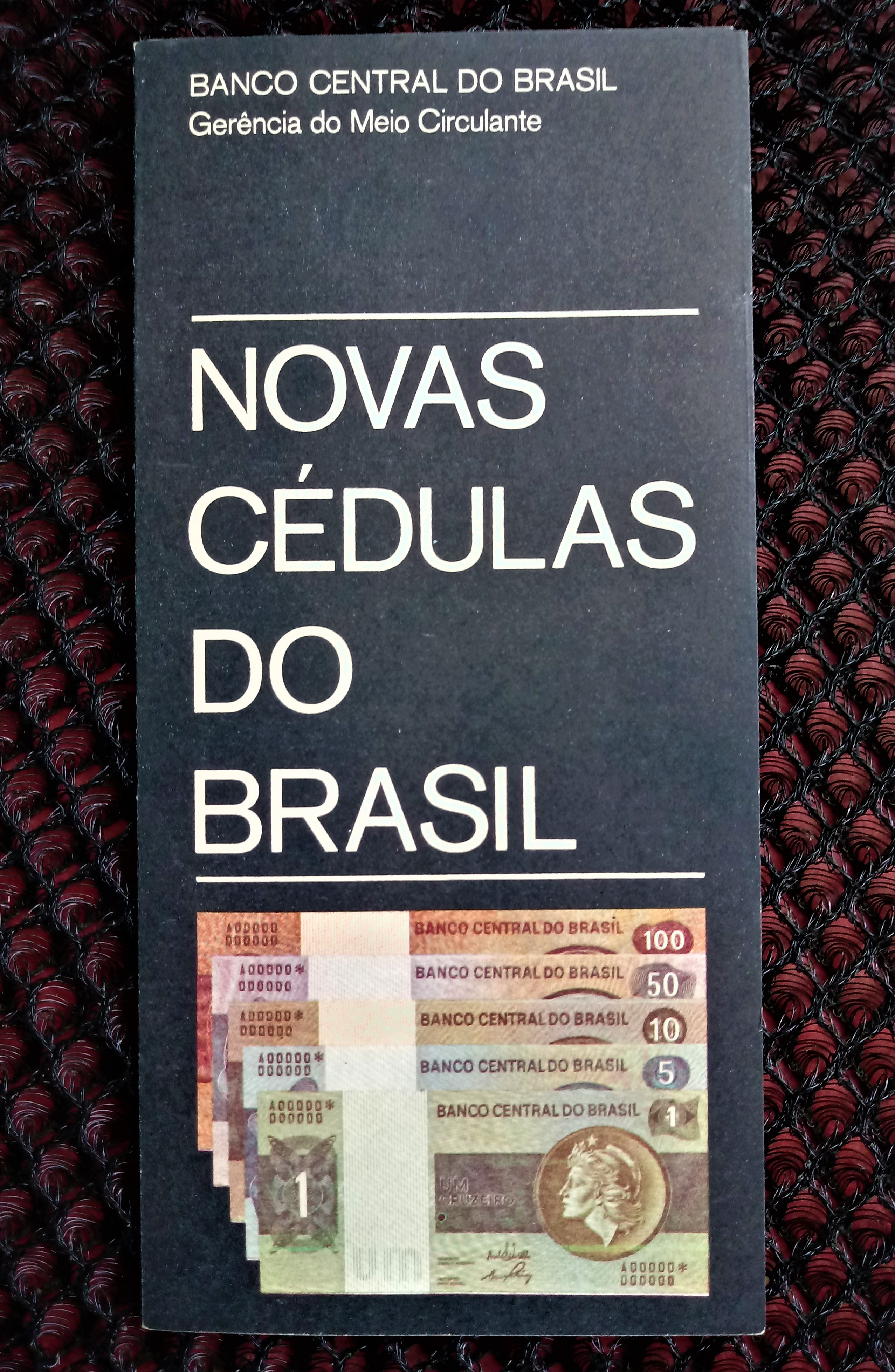
Fôlder do Banco Central do Brasil, de 1970, que divulga as novas cédulas do Cruzeiro (1970–1986), desenhadas por Aloísio Magalhães.

O fôlder (português brasileiro) ou prospecto (português europeu) é o nome que designa um tipo de impresso parecido com o flyer, só que com dobras.
O folder é utilizado quando se quer passar uma grande quantidade de garantias, ou então quando se faz necessário dar uma aparência estética a alguma mensagem de teor informativo ou publicitário. Dependendo do tamanho do papel é impossível fazer um grande número de dobras.